# 日本基督教団松本教会
日本基督教団松本教会（にほんきりすときょうだんまつもときょうかい）は、長野県松本市にある、旧メソジスト系の日本基督教団の教会である。2019年4月現在、牧師は柳谷知之。
アメリカ・メソジスト監督教会のI・H・コーレルが1878年（明治11年）に伝道を開始する。7月に河村天授が初代牧師になる。松本総吾、平田平三が牧師になった時には、1890年（明治23年）に市内の小柳町に会堂と牧師館を建設する。
1897年（明治30年）に地元出身の作家木下尚江が中田久吉牧師から洗礼を受けた。1897年にはカナダ・メソジスト教会も松本で伝道を始めるが、1907年（明治40年）にメソジスト3派合同により、小柳町の美以教会と田町の日本メソヂスト松本教会が合併して、日本メソヂスト松本教会になり、小柳町の会堂を使用した
1914年（大正3年）に大柳町に移転する。1919年(大正8年)に松本高等学校が開設されると、E・C・ヘニガーが赴任し、学生伝道と労働者伝道を始める。
1921年（大正10年）に新会堂を建築し、旧会堂で鈴蘭幼稚園を創設する。